# Rogas maculicornis
Rogas maculicornis är en stekelart som först beskrevs av Charles Thomas Brues 1926.  Rogas maculicornis ingår i släktet Rogas och familjen bracksteklar. Inga underarter finns listade i Catalogue of Life.